# U-Bahnhof Rathaus (Fürth)
Der U-Bahnhof Rathaus (Abkürzung: RF) ist der 36. U-Bahnhof der Nürnberger U-Bahn und wurde am 5. Dezember 1998 eröffnet. Er ist 636 m vom U-Bahnhof Stadthalle und 889 m vom U-Bahnhof Fürth Hauptbahnhof entfernt. An den Bahnhof schließt sich Richtung Hardhöhe ein spitz zu befahrender Gleiswechsel an. Der U-Bahnhof ist nach dem Rathaus der Stadt Fürth benannt, unter dem er liegt. Täglich wird er von rund 18.300 Fahrgästen genutzt (Mo–Fr, 2019).

## Lage

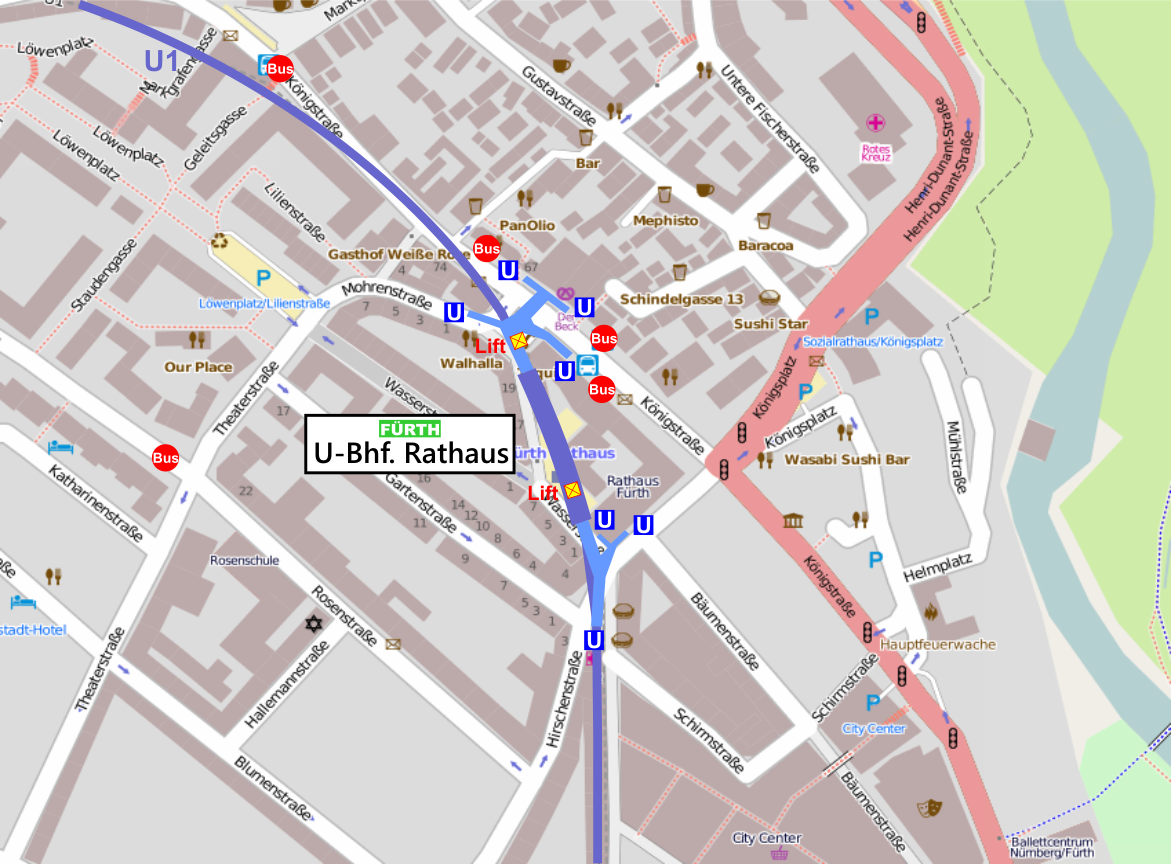
Lageplan U-Bahnhof Fürth Rathaus

Der Bahnhof liegt im Fürther Stadtbezirk Innenstadt und erstreckt sich unterirdisch in Ost-West-Ausrichtung in einer Linkskurve unter der Ludwig-Erhard-Straße zwischen dem Kohlenmarkt und dem Obstmarkt. Vom östlichen Bahnhofskopf führt ein Ausgang in ein Verteilergeschoss unter dem Kohlenmarkt und von dort aus zur Brandenburger- und Ludwig-Erhard-Straße sowie zum Kohlenmarkt. Vom westlichen Bahnhofskopf führt ein Ausgang in ein Verteilergeschoss unter dem Obstmarkt und von dort aus zur Mohrenstraße, zum Obstmarkt und zum Busbahnhof. Zwei Aufzüge führen vom östlichen und westlichen Bahnsteigkopf an die Oberfläche.
In der Umgebung des Bahnhofs befinden sich die Gustavstraße, das Heinrich-Schliemann-Gymnasium, das Jüdische Museum Fürth, die Kunst Galerie Fürth, das Rathaus mit dem Kriminalmuseum Fürth und das Stadttheater.

## Bauwerk und Architektur
Das Bahnhofsbauwerk ist 126 m lang. Die Bauarbeiten für den Bahnhof begannen im Juni 1996 und wurden bergmännisch in Neuer Österreichischer Tunnelbauweise ausgeführt. Im Zuge der Baumaßnahmen mussten zwei Gebäude, darunter das Café Fürst, abgerissen werden. Der Bahnhof selbst besteht aus zwei Einzelröhren, die durch drei Querschläge und die beiden Bahnsteigköpfe miteinander verbunden sind.
Die Planung des U-Bahnhofes erfolgte durch den Nürnberger Baudirektor Theo Kief, die architektonische Ausgestaltung wurde nach einem Entwurf von Tanja Bürgelin-Arslan, der Gewinnerin des von der Georg-Simon-Ohm-Hochschule Nürnberg ausgeschriebenen Gestaltungswettbewerbs, ausgeführt. Die Bahnsteighalle ähnelt von ihrem Aussehen in Form einer Grotte her dem U-Bahnhof Lorenzkirche. An beiden Bahnsteigwänden sind 5 × 60 m große Panoramen der Fürther Innenstadt angebracht. Wichtige Gebäude sind darin hervorgehoben und werden durch Schautafeln, die in den Querschlägen angebracht sind, erklärt. Um die Orientierung in den Verteilergeschossen und den Aufgängen zu erleichtern, sind die dem Aufgang gegenüberliegenden Gebäude an den Gangwänden abgebildet.

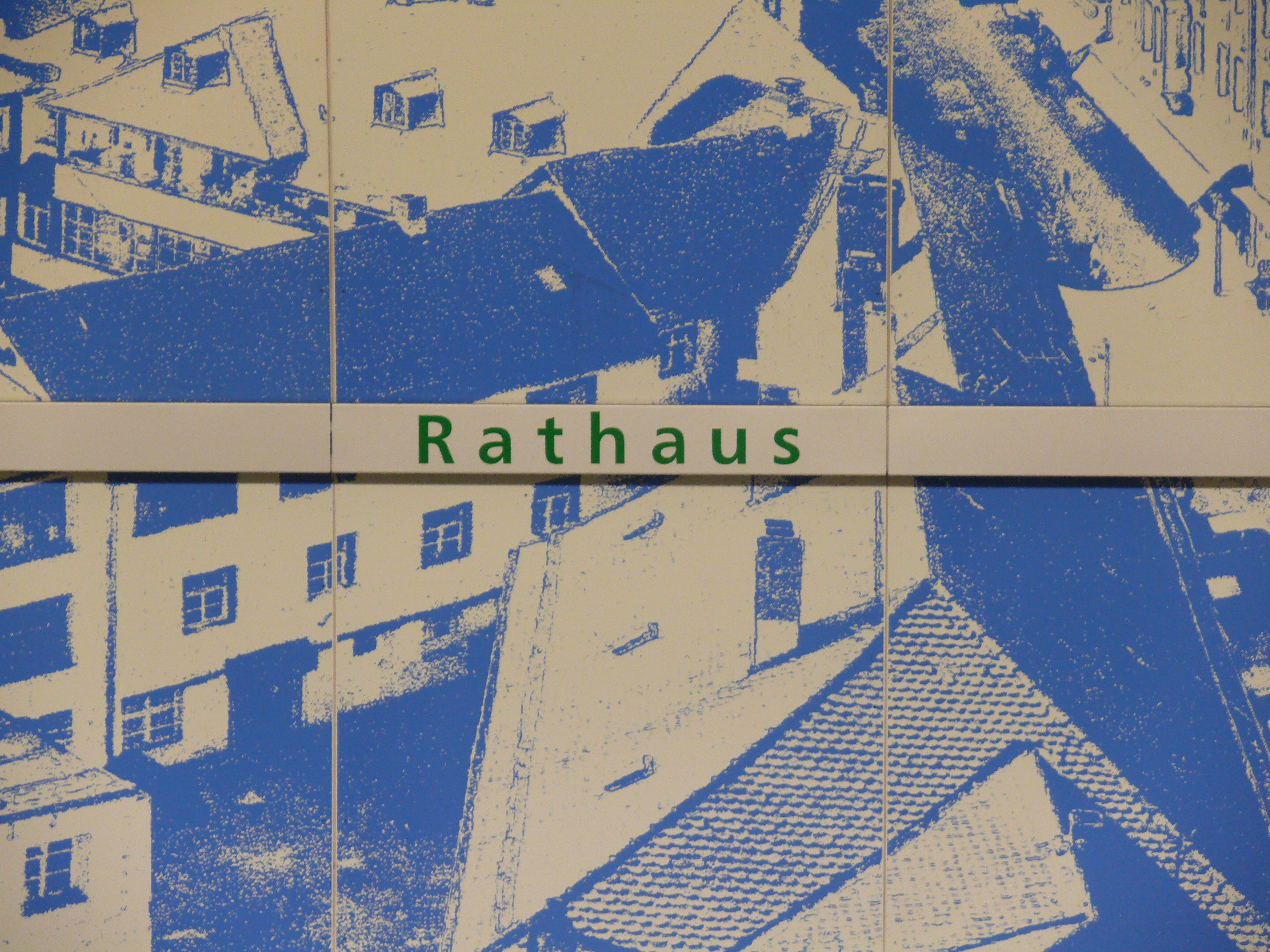
Stationsname an der Bahnsteigwand
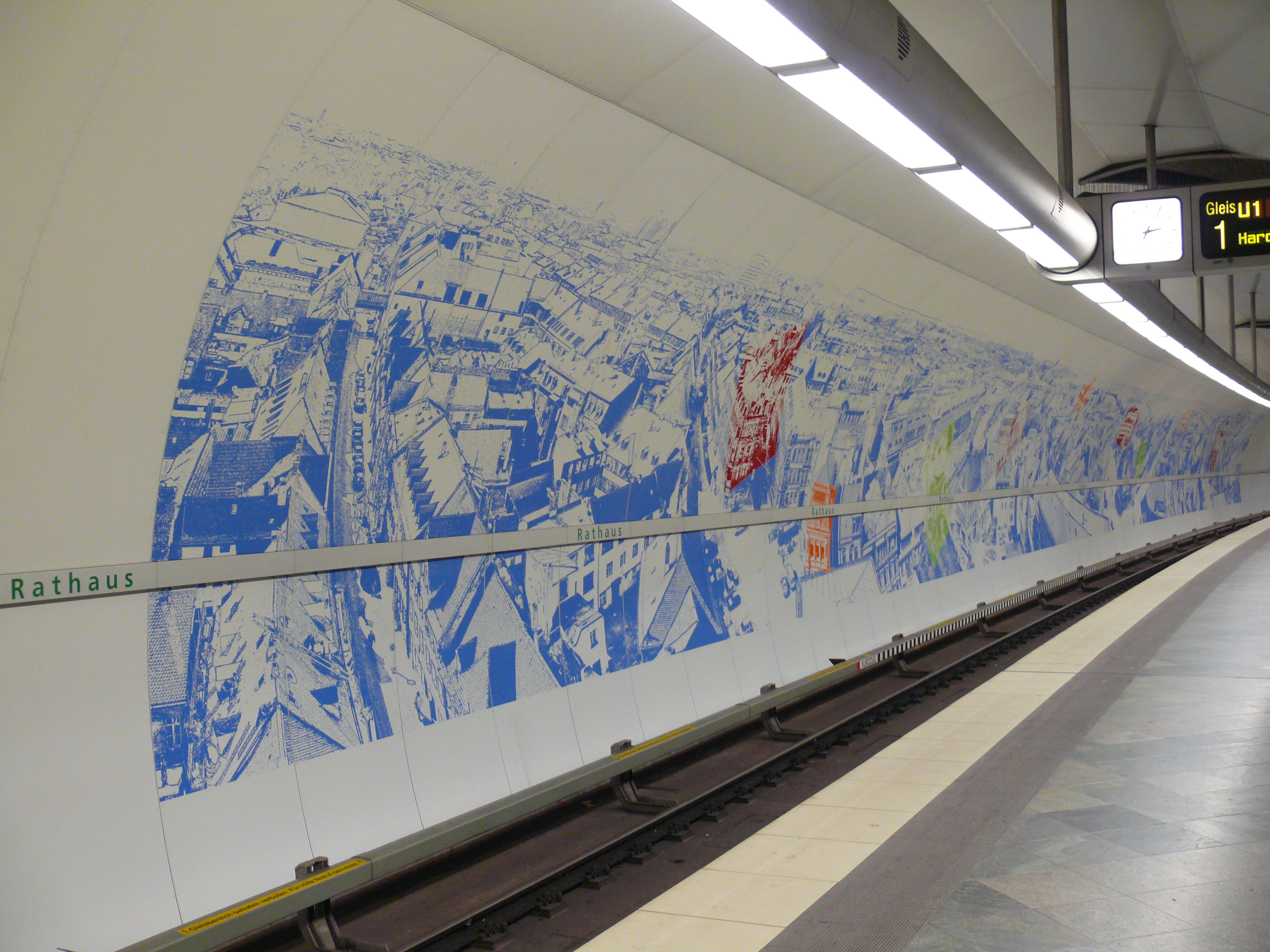
Panorama der Stadt Fürth an der Bahnsteigwand
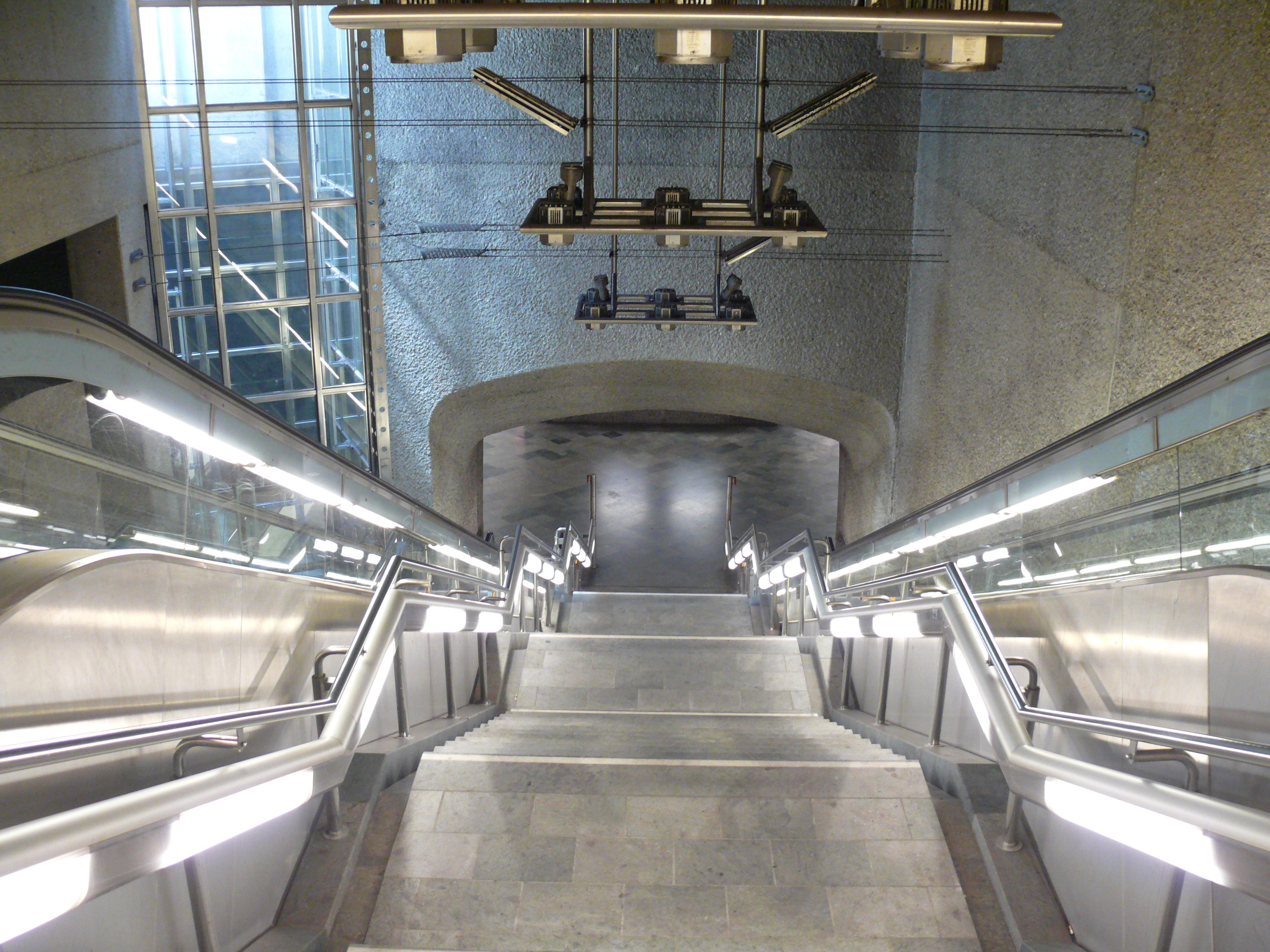
Abgang vom Verteilergeschoss zur Bahnsteigebene
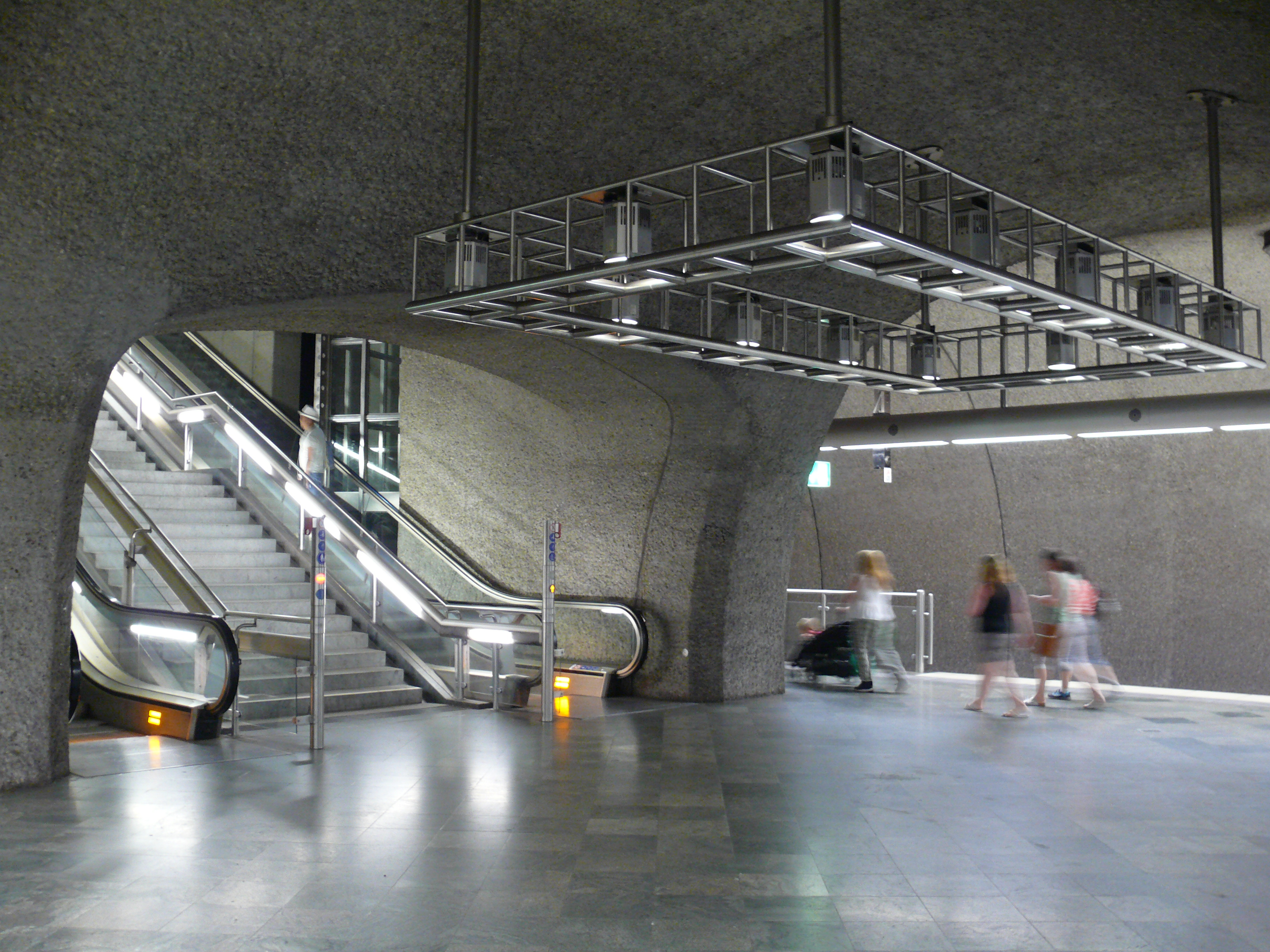
Aufgang vom Bahnsteig zum Verteilergeschoss
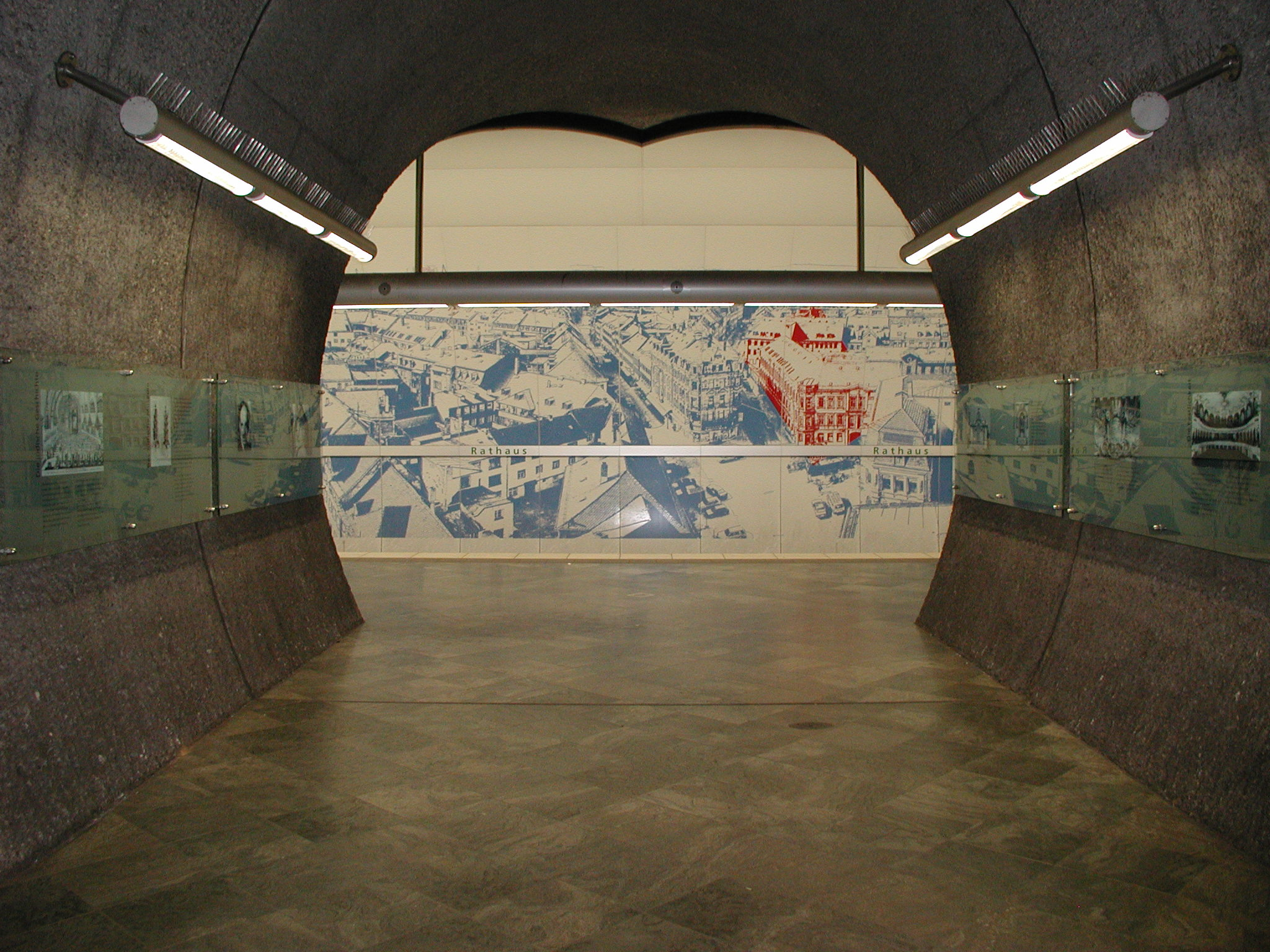
Querschlag
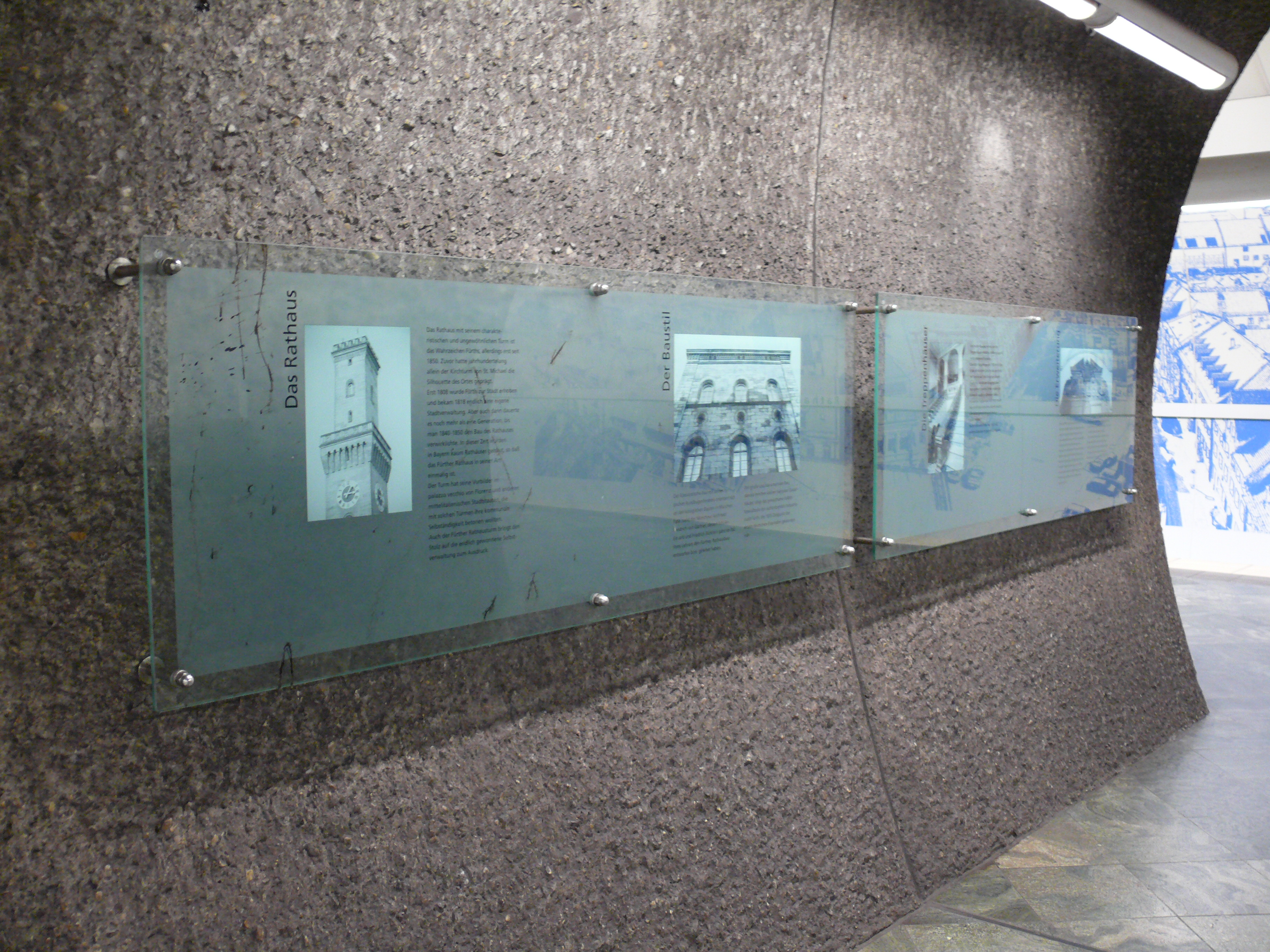
Infotafeln in den Querschlägen

## Linien
| Linie | Verlauf | Takt                                  |
| ----- | --- | ------------------------------------- |
| U1    | Langwasser Süd – Gemeinschaftshaus – Langwasser Mitte – Scharfreiterring – Langwasser Nord – Messe – Bauernfeindstraße – Hasenbuck – Frankenstraße – Maffeiplatz – Aufseßplatz – Hauptbahnhof – Lorenzkirche – Weißer Turm – Plärrer – Gostenhof – Bärenschanze – Maximilianstraße – Eberhardshof – Muggenhof – Stadtgrenze – Jakobinenstraße – Fürth Hauptbahnhof – Rathaus – Stadthalle – Klinikum – Hardhöhe Stand: Fahrplanwechsel Dezember 2024 | 5 min (HVZ) 6⅔ min (NVZ) 10 min (SVZ) |

Der Bahnhof wird von der Linie U1 bedient. An der Oberfläche befindet sich ein Busbahnhof mit Umsteigemöglichkeit zu den Nürnberger Stadtbuslinien 33 und 39, den Fürther Stadtbuslinien 173 bis 175 und 177 bis 179 sowie den OVF-Linien 125 und 126. Am Wochenende, vor Feiertagen und vor Brückentagen verkehren auch Nachts die Nachtbuslinien N9, N17, N18, N21, und N22.